# Zygostigma australe
Zygostigma australe är en gentianaväxtart som beskrevs av August Heinrich Rudolf Grisebach. Zygostigma australe ingår i släktet Zygostigma och familjen gentianaväxter. Inga underarter finns listade i Catalogue of Life.